# Танака Кейдзі
Тана́ка Ке́йдзі (яп. 田中啓爾, たなかけいじ; 1885–1975) — японський географ.

## Життєпис
Народився в Токіо.
Випускник Токійської педагогічної школи. Професор гуманітарних наук Токійського університету та Університету Ріссьо. Займався дослідженням топографії Японії та країн світу. Опублікував велику кількість підручників з географії та географічних атласів. Справив великий вплив на розвиток географічної науки в Японії.
Автор праць «Наш рідний край», «Нова географія іноземних країн» тощо.